# La vida es una lotería
La vida es una lotería fue una serie de unitarios chilena de TVN (2002-2005) y también transmitida en Mega (2006-2007) basada en historias reales de ganadores de Kino, Imán y Boleto Lotería (juegos de azar chilenos). Dirigido por Marco Enríquez-Ominami y con elencos rotativos de actores. 
El 10 de julio de 2015 TVN volvió a emitir la temporada 2002 en adelante en el horario de las 03:00 AM.
Actualmente, es transmitida por Televisión Nacional de Chile en el horario del trasnoche. 

## Capítulos

### Capítulos transmitidos en TVN

#### Temporada 1º (2002)
- Todo por Débora (Francisco Reyes, Consuelo Holzapfel, Liliana García, Mauricio Pesutic, Alejandro Trejo, Luis Gnecco, Mónica Godoy, Maite Orsini)
- Es tiempo de soñar
- Desesperadamente buscando a Tiño
- "Hermanas"
- La mujer de Samuel
- 300 millones para Jerson
- Jonathan's sound
- Salado y confitado (Francisca Merino, Rodolfo Bravo, Pablo Macaya)

#### Temporada 2º (2003)
- Ricardo Cuevas, el único ganador
- Fabián, un hombre de familia
- El secreto de Mónica (Taís Araujo, Alvaro Escobar, Delfina Guzmán, Nelson Mauricio Pacheco)
- El numerito de la Ligua
- Pobre millonario
- Todo es plata
- Un pedazo de mi suerte
- El sapo y la princesa
- Hogar paraíso
- ¿De qué se ríe Stevie Wonder?
- El sueño de los Zambrano
- El osito enamorado

#### Temporada 3º (2004)
- Ramón de Patronato
- Atrapado con millones
- Sexyman
- El dinero no hace la felicidad
- Paramar
- Teléfonos ardientes
- Sangre, sudor y millones
- No estaba muerto
- El esplendor de Sara
- Confianza, lealtad y millones
- Los millonarios de Robinson Crusoe
- Richard

#### Temporada 4º (2005)
- El destino
- La nana
- Huérfano millonario
- La búsqueda
- El trato
- Hermanas de Quillota
- El cariño del padre
- Los argentinos
- Caído del cielo
- El milagro
- Los hijos de la millonaria

### Capítulos transmitidos en Mega

#### Temporada 5º (2006)
- El almacenero, el kino y su mujer
- Corazón de oro
- Repartiendo amor
- Universitaria en la Vega
- Los pescadores millonarios
- El deseo de Leo
- La tintorería

#### Temporada 6º (2007-2008)
- La cárcel por dentro
- Los chinchineros